# I Hope
I Hope è un singolo della cantante britannica Rebecca Ferguson, pubblicato nel 2013 ed estratto dal suo album Freedom.

## Tracce
- Download digitale

1. I Hope – 3:24
2. I Hope (Live at Air Studios) – 4:01